# Église Saint-Jean-Baptiste de Signac
Pour les articles homonymes, voir Église Saint-Jean-Baptiste.
L'église Saint-Jean-Baptiste de Signac est une église catholique située à Signac, dans le département français de la Haute-Garonne.

## Présentation
Le vocable précis de l'église est " la Décollation de saint Jean Baptiste ".
L'église de style roman date du XIIe siècle. Son abside est en cul-de-four.
L'église était entourée d'un cimetière.
En 1956, des travaux sous le maître-autel mettent au jour un autel votif dédié à Jupiter, il est conservé au musée de Lourdes.

## Description
Le portail en marbre date du XIIe - XIIIe siècle, c'est une imitation du portail de l'église de Saint-Béat.
La nef unique voûtée en berceaux repose sur des arcs-doubleaux retombant par des tailloirs interposés de deux pilastres. Ce sont tous les éléments de l'art roman commingeois du XIIe siècle.

### Leclocher-mur
Le clocher-mur est composé de trois baies en arc en plein cintre.
Les deux baies de la partie inférieure sont séparées par une colonne quadruple datant du XIIIe siècle, dont les chapiteaux sont sculptés de feuilles plates.
Les deux cloches sont du XIXe et du XXe siècle.

### Extérieur
Sur le tympan en pierre sculptée est représenté au centre le Christ pantocrator et autour le tétramorphe.

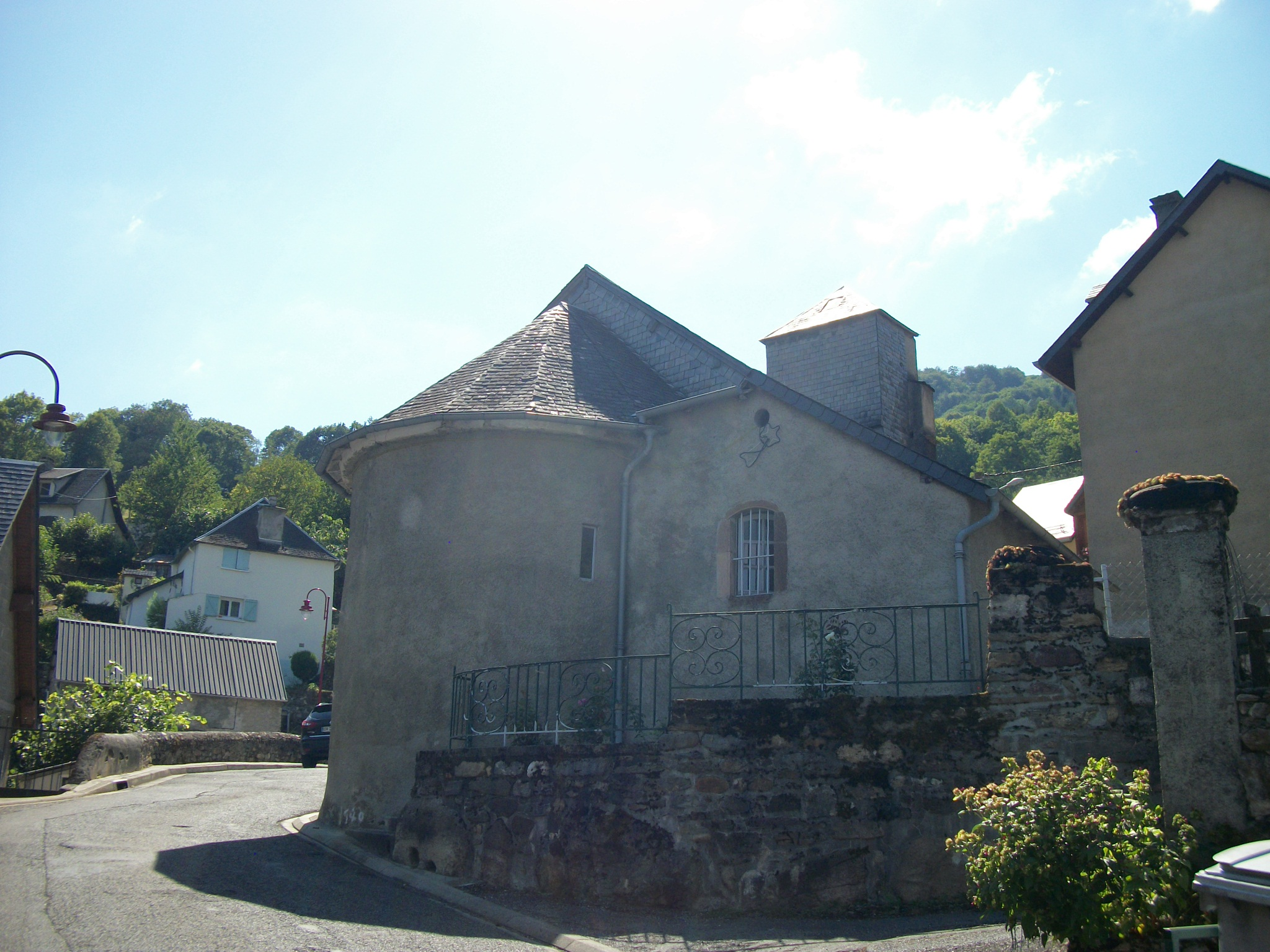
Le chevet
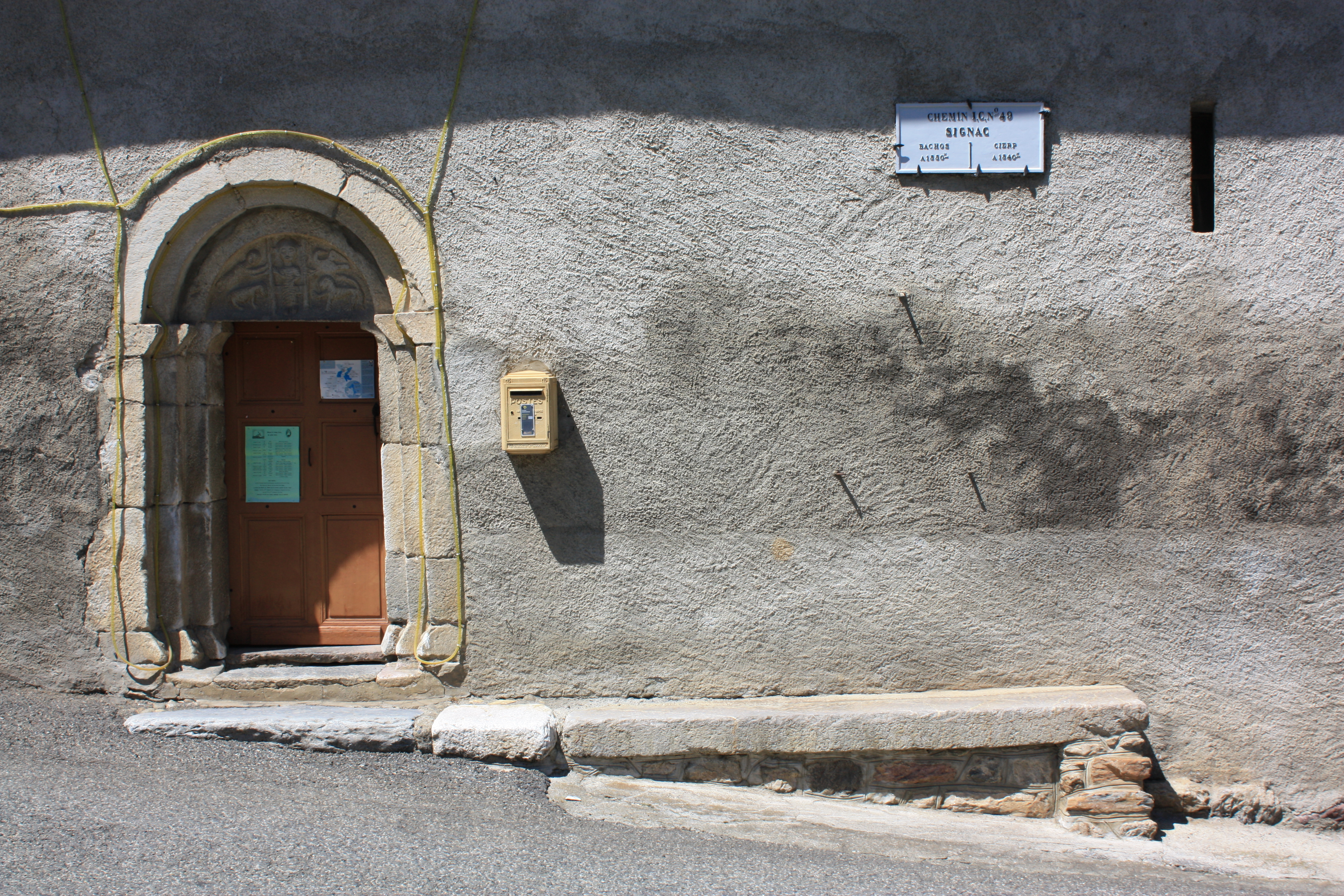
Portail d'entrée de l'église
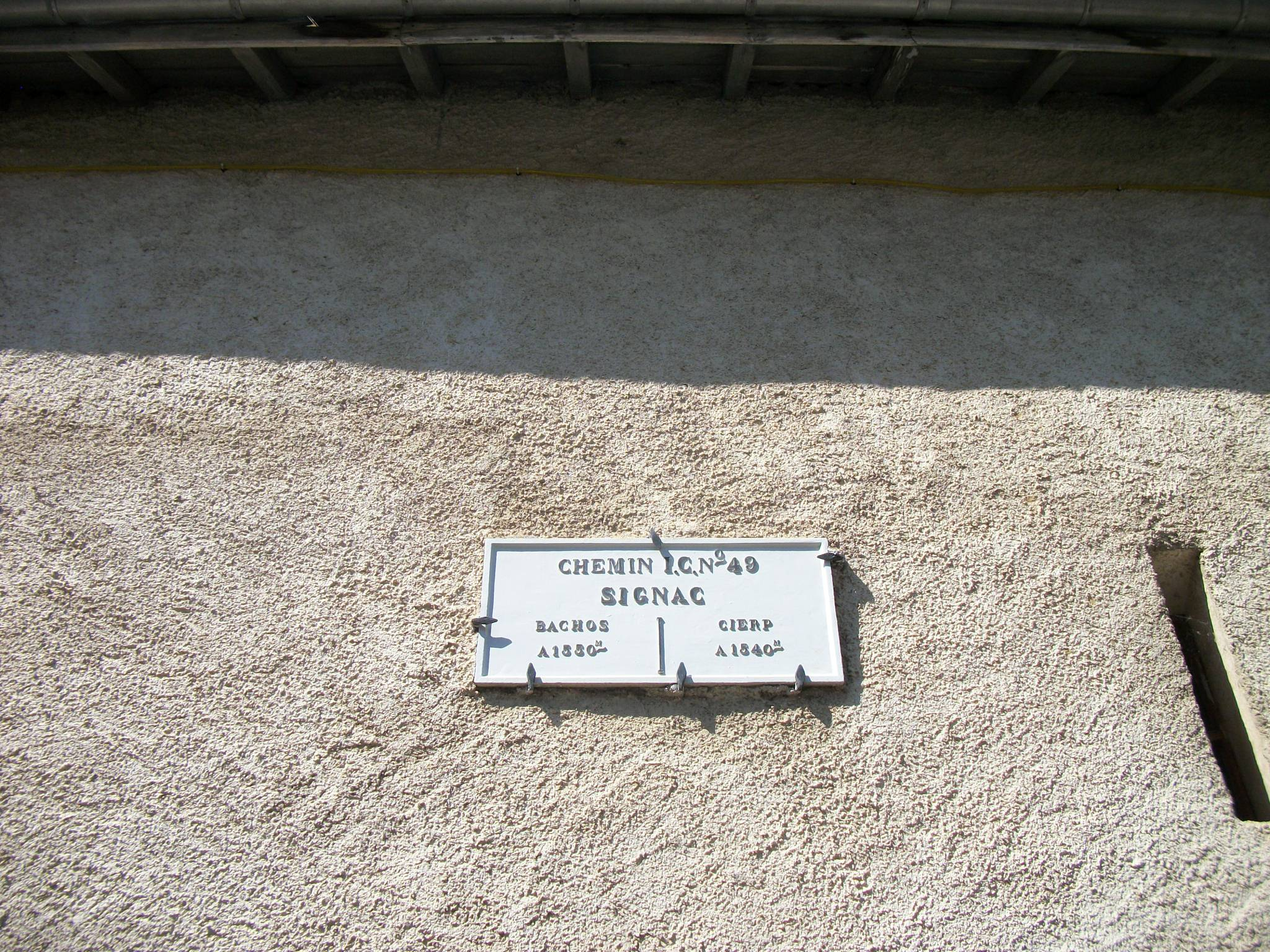
Plaque I.G.N no 49 indiquant la distance en kilomètres des villages voisins
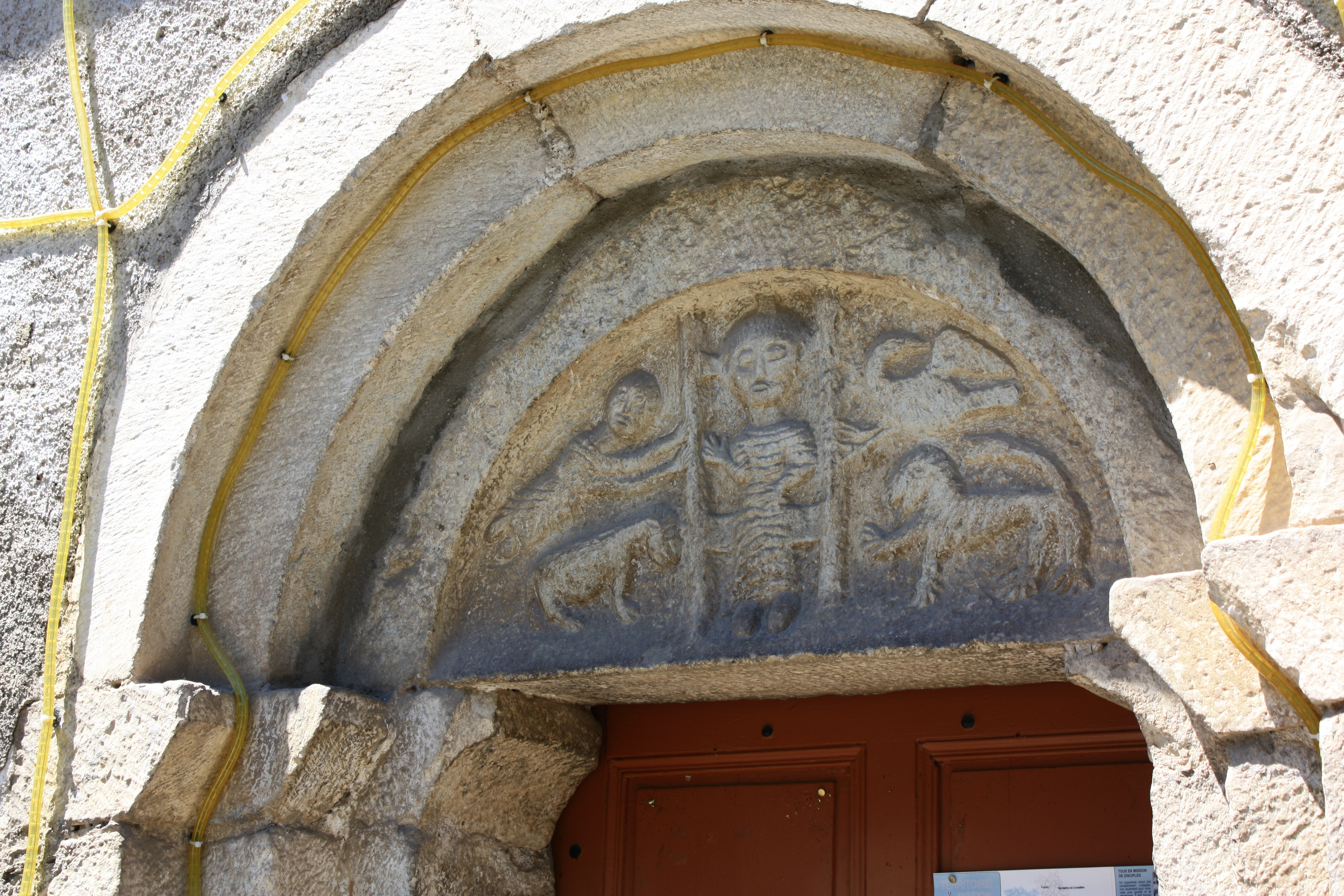
Le tympan
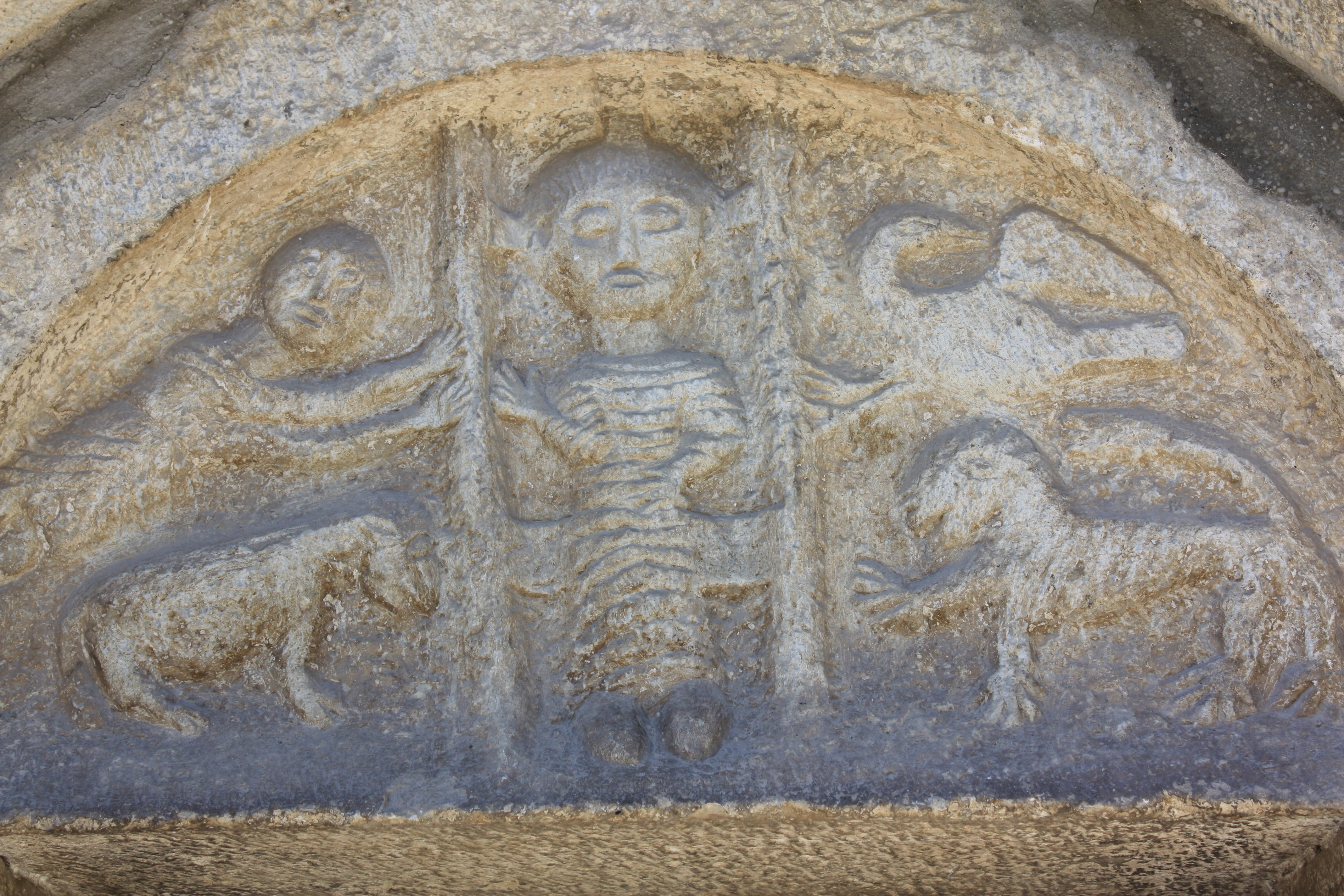
Détails du tympan
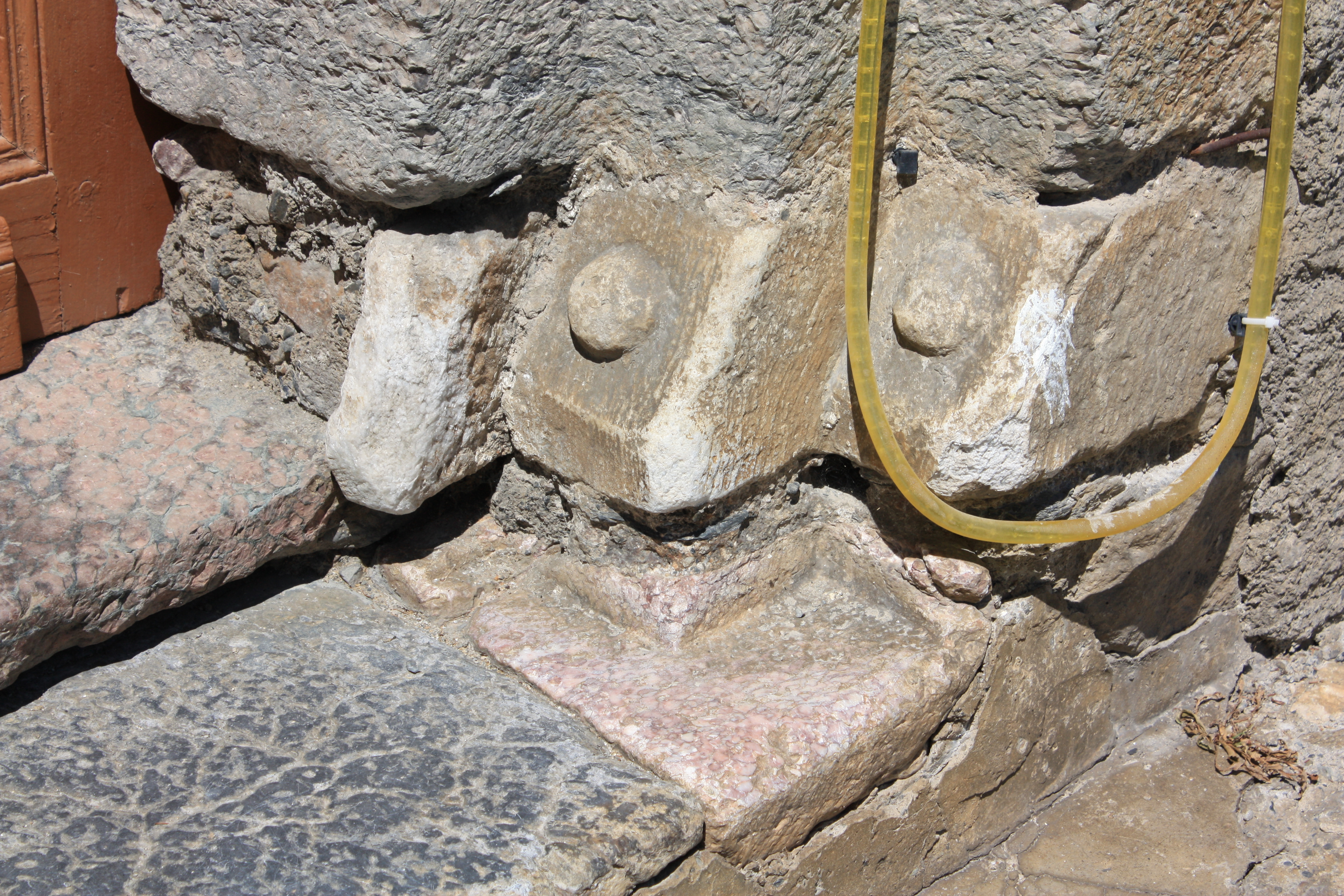
Détails des pierres sculptées placées en bas du portail

### Intérieur
Les tableaux du chemin de croix sont placés sur les murs de l'église.

#### Lanefet lechœur
Dans le chœur sont placés un autel avec un antependium et un tabernacle à ailes.
Sur le tabernacle sont placées trois statuettes, un évêque, saint Jean le Baptiste et la Vierge à l'Enfant.
Sur la gauche du chœur est placée une statue de Notre-Dame de Lourdes.

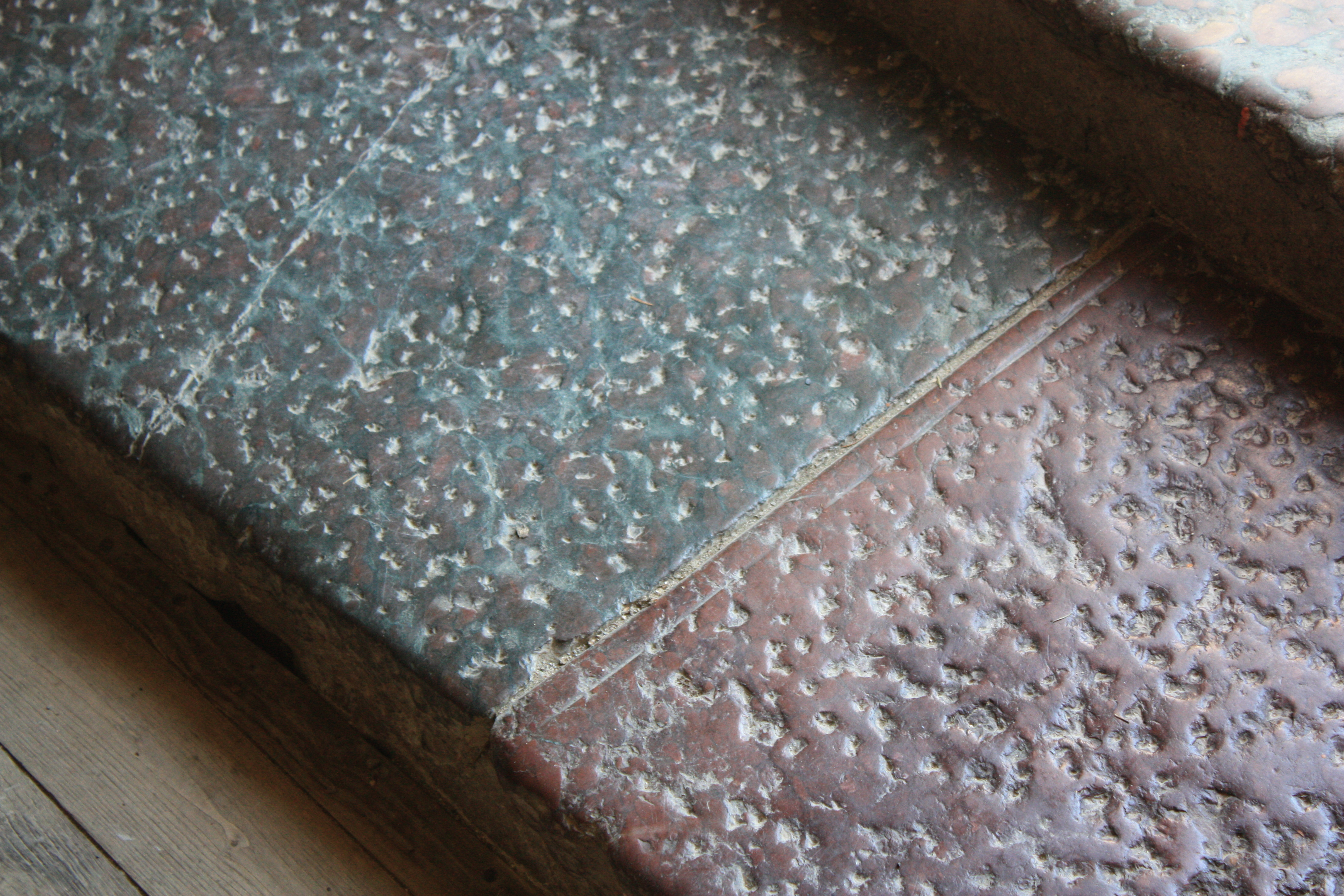
Les marches de l'entrée sont composées de marbre rose et noir
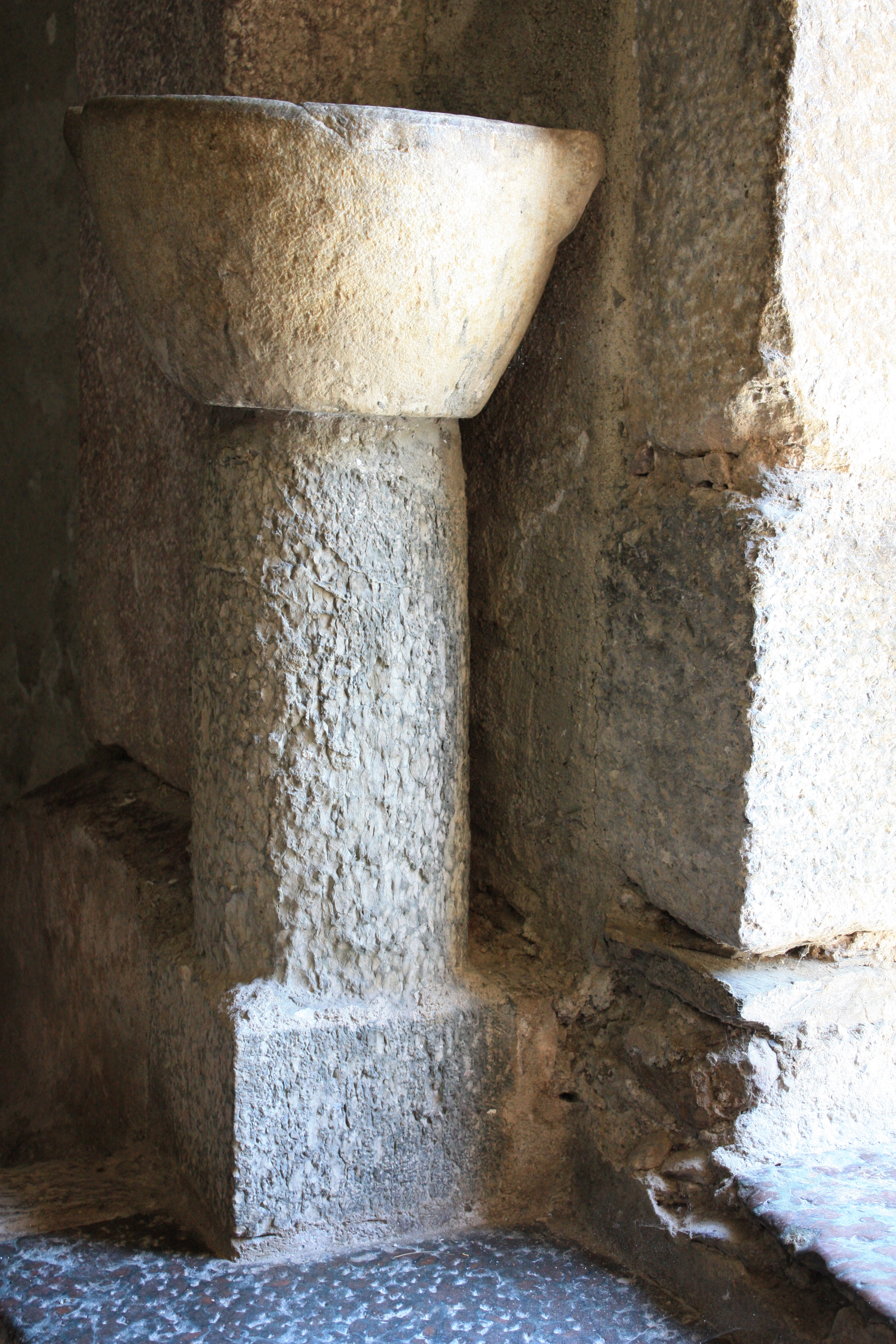
Bénitier en pierre de l'entrée
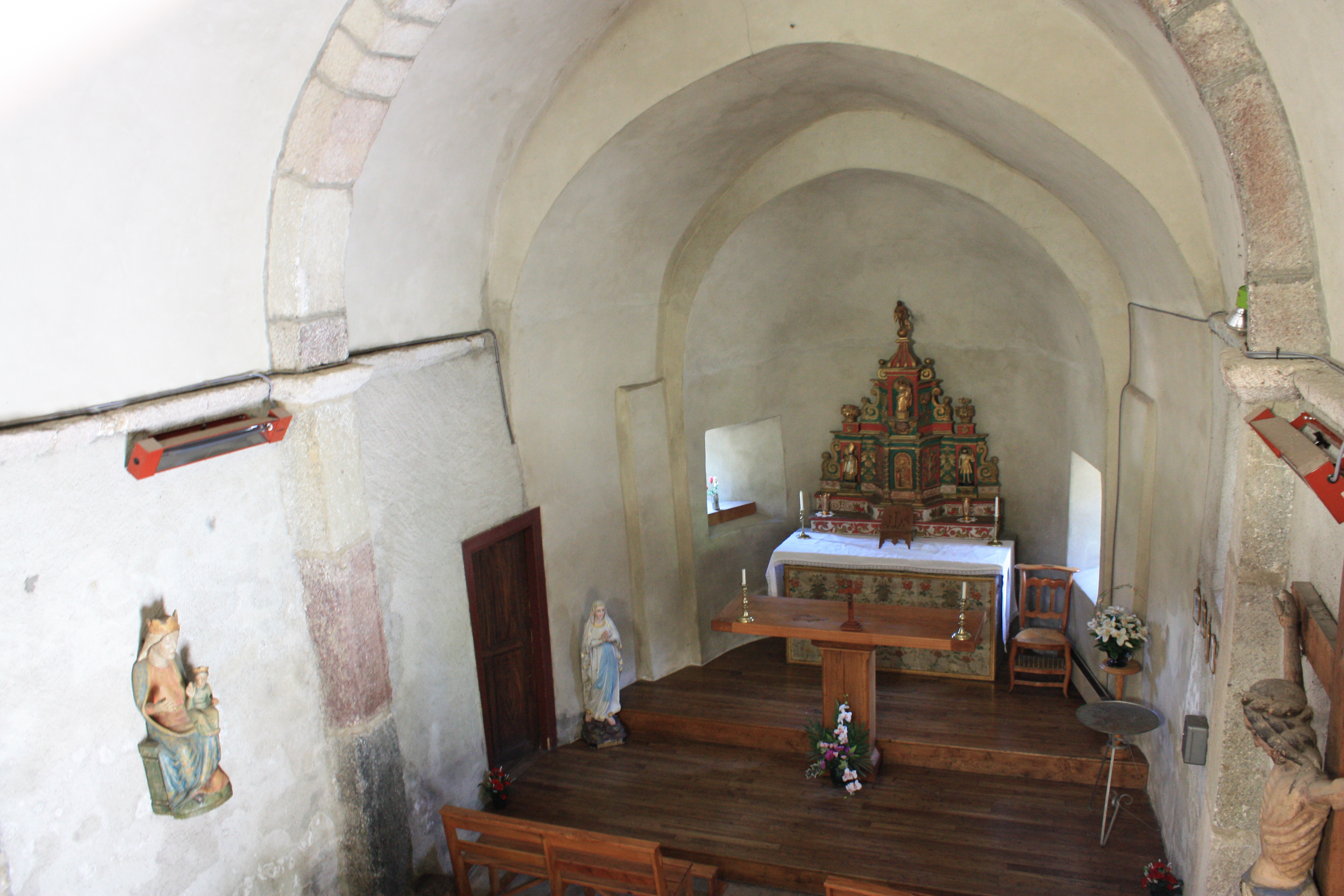
La nef et le chœur
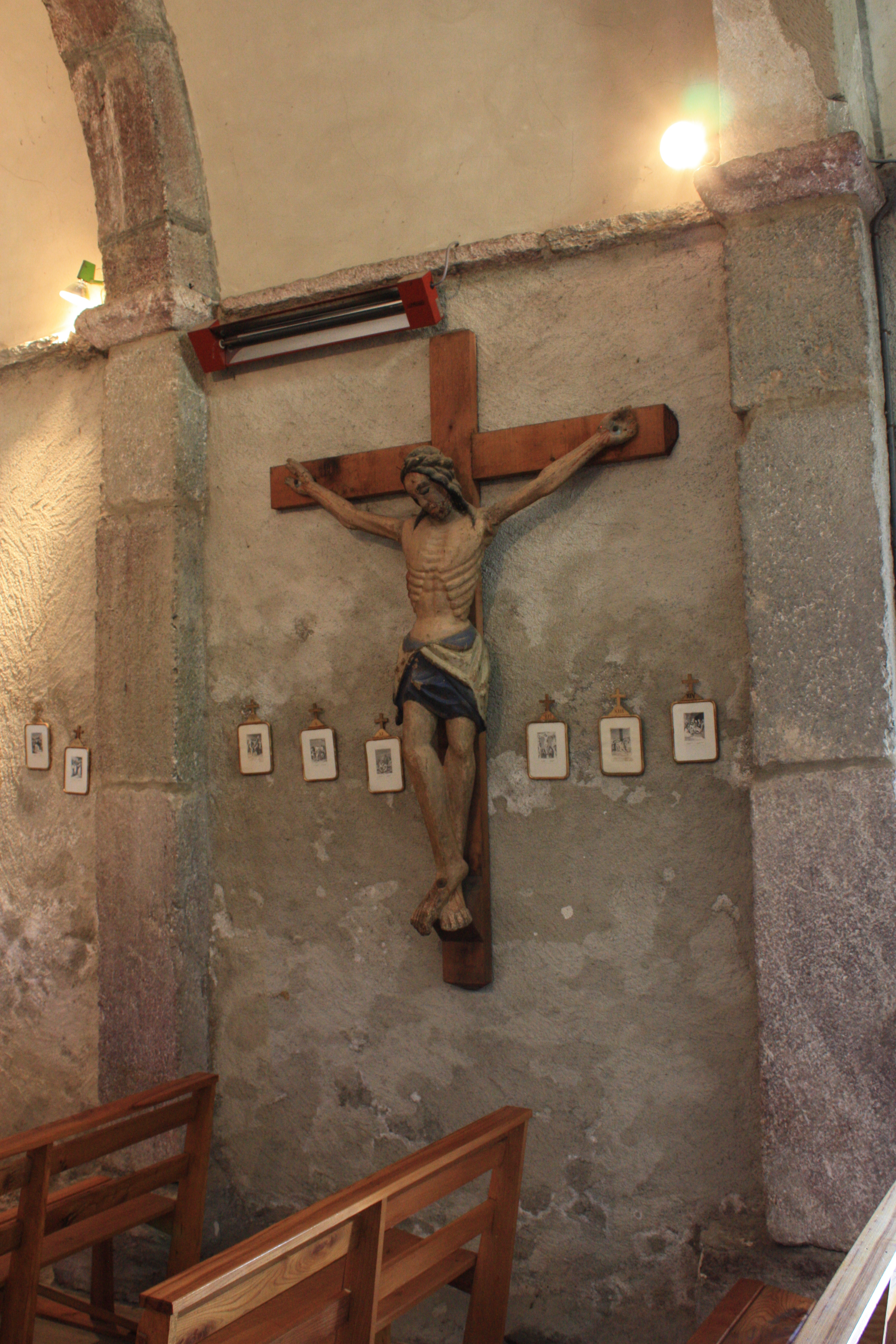
Statue de la crucifixion de Jésus
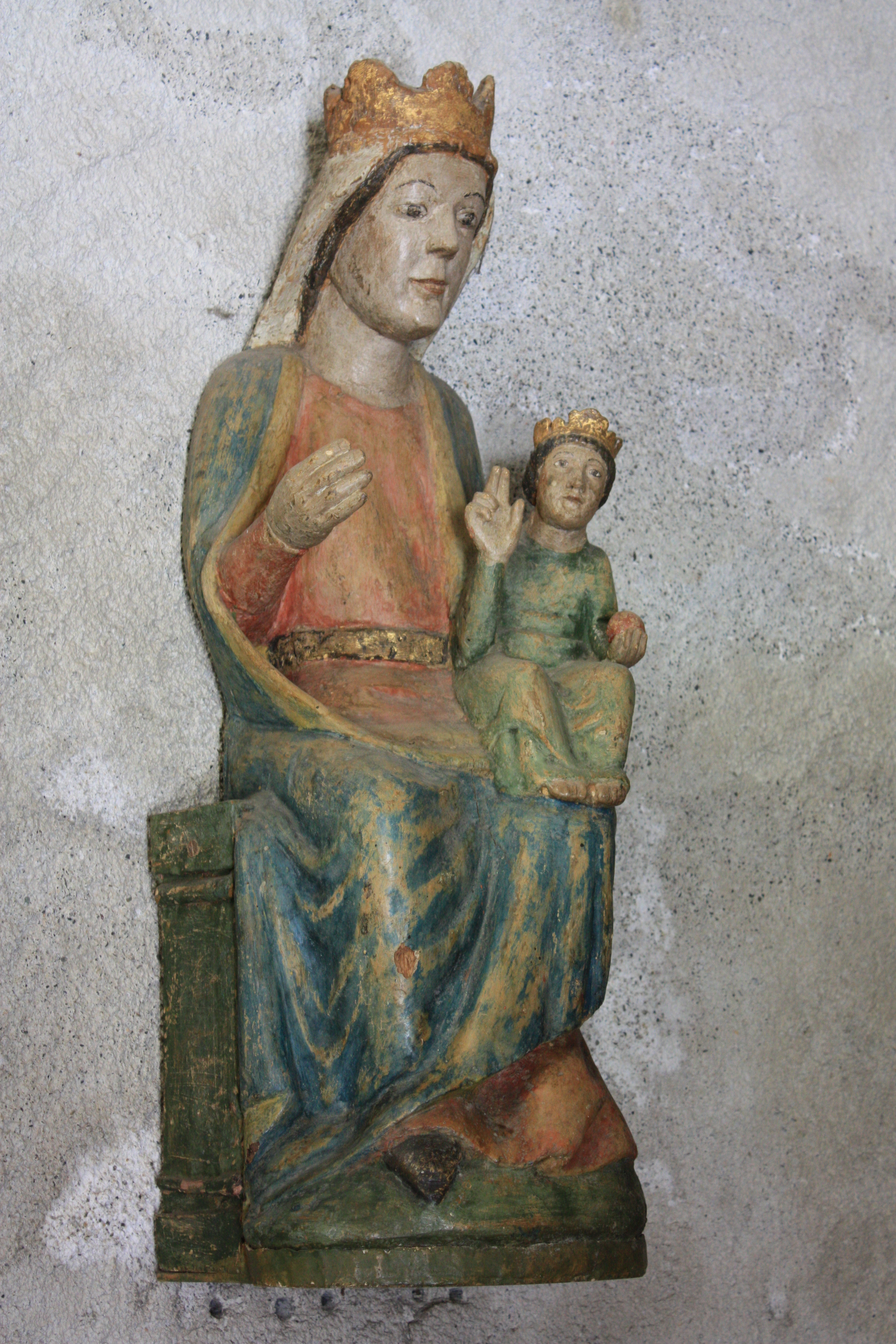
Statue de la Vierge à l'Enfant

## Mobilier
Est classé au titre objet des monuments historiques :
- Une statue de la Vierge à l'Enfant en bois sculptée et peint datant du XIIIe siècle[1].

Sont inscrits à l'inventaire des objets des monuments historiques :
- Deux vases d'autel en porcelaine de Valentine datant du XIXe siècle[2].
- Un ciboire en bois taillé argenté et doré datant du XVIIIe siècle[3].
- Une statue du Christ en croix en bois sculptée et peint datant du XVIe siècle[4].
- L'ensemble composé d'un tabernacle et d'un antependium datant du XVIIe siècle[5].